# Dimanche de la Croix

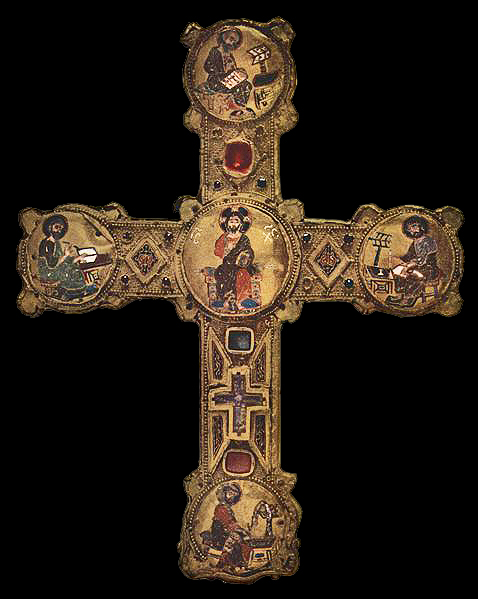
Croix reliquaire du XIIe siècle. Cathédrale de Cosenza, Italie.

Le Dimanche de la Croix est une célébration de l'Église orthodoxe, partie de la liturgie pascale ayant lieu quatre semaines avant le dimanche de Pâques (P - 28). C'est le troisième dimanche du Grand Carême. Il suit le dimanche des Reliques (P - 35) et précède le dimanche de Jean Climaque (P - 21). Durant ce dimanche, le service divin comprend un rituel spécifique de vénération de la Croix qui prépare les fidèles à la commémoration de la Crucifixion durant la Semaine Sainte et de sa Résurrection.

## Thème
Ce dimanche marque la mi-carême. C'est un encouragement dans cet effort. Le carême est un combat, mais « nous ne pourrions pas prendre notre croix et suivre le Christ, si nous n'avions pas sa Croix, celle dont il s'est chargé pour nous sauver ».
Ce jour est à comprendre en rapport avec la destination finale du Carême : Pâques, c'est-à-dire la Résurrection, dont sont d'ailleurs tirés les thèmes musicaux du canon. 
« 
Il en est comme de la venue du Roi : son drapeau et ses emblèmes le précèdent, puis il vient lui-même. De même, notre Seigneur Jésus-Christ qui doit bientôt nous manifester la victoire sur la mort et venir avec gloire, au jour de la Résurrection, nous a-t-il envoyé en avance son sceptre, l'emblème royal, la Croix vivifiante, qui nous a remplis, autant que cela nous est possible, de joie et de rafraîchissement, et nous rend prêts à célébrer hautement son triomphe.
 »
— Synaxaire du Dimanche de la Croix

## Pratique
Lors de ce dimanche, la Croix est installée au milieu de l’église, non seulement afin d’évoquer pour les fidèles la Rédemption données aux Hommes par le Christ, pour les encourager dans l’effort du Carême, mais aussi pour leur rappeler les paroles du Christ : « Qui ne prend pas sa croix et ne suit pas derrière moi n’est pas digne de moi ». L’Église enseigne que c’est par la Croix du Christ qu'est sauvés le croyant. En s’attachant à cet arbre de la vie qu’est la Croix du Seigneur, le fidèle ne mourra plus, mais vivra dans l’éternité.
La Croix est plantée au milieu de l’Église également pour reconforter et encourager ceux qui participent au Grand Carême. Pour l’Église, l’apparition de la Croix au milieu des fidèles rappelle les bannières et symboles qui précèdent le retour d’un roi triomphant. La lecture de l’Épître aux Hébreux, 4, 14, explique la prêtrise du Christ et la lecture de l’Évangile ; un fragment de Marc, 8, 38, finit par les mots : « Et il leur disait “En vérité je vous le dis, il en est d’ici présents qui ne goûteront pas la mort avant d’avoir vu le Royaume de Dieu venu avec puissance” ».

## Lectures du Dimanche de la Croix

### Épître de Paul aux Hébreux
« Ayant donc un grand prêtre souverain qui a traversé les cieux, Jésus, le Fils de Dieu, tenons ferme la profession de foi. Car nous n’avons pas un grand prêtre impuissant à compatir à nos faiblesses, lui qui a été éprouvé en tout, d’une manière semblable, à l’exception du péché. Avançons-nous donc avec assurance vers le trône de la grâce afin d’obtenir miséricorde et de trouver grâce, pour une aide opportune. Tout grand prêtre, en effet, pris d’entre les hommes, est établi pour intervenir en faveur des hommes dans leurs relations avec Dieu, afin d’offrir dons et sacrifices pour les péchés. Il peut ressentir de la commisération pour les ignorants et les égarés, puisqu’il est lui-même également enveloppé de faiblesse, et qu’à cause d’elle, il doit offrir pour lui-même des sacrifices pour le péché, comme il le fait pour le peuple. Nul ne s’arroge à soi-même cet honneur, on y est appelé par Dieu, absolument comme Aaron. De même ce n’est pas le Christ qui s’est attribué à soi-même la gloire de devenir grand prêtre, mais il l’a reçue de celui qui lui a dit : Tu es mon fils, moi, aujourd’hui, je t’ai engendré ; comme il dit encore ailleurs : Tu es prêtre pour l’éternité, selon l’ordre de Melchisédech. »
— Épître de Paul aux Hébreux, 4,14 à 5,6

### Évangile de Marc
« Appelant à lui la foule en même temps que ses disciples, il leur dit : “Si quelqu’un veut venir à ma suite, qu’il se renie lui-même, qu’il se charge de sa croix, et qu’il me suive. Qui veut en effet sauver sa vie la perdra, mais qui perdra sa vie à cause de moi et de l’Évangile la sauvera. Que sert donc à l’homme de gagner le monde entier, s’il ruine sa propre vie ? Et que peut donner l’homme en échange de sa propre vie ? Car celui qui aura rougi de moi et de mes paroles dans cette génération adultère et pécheresse, le Fils de l’homme aussi rougira de lui, quand il viendra dans la gloire de son Père avec les saints anges.” Et il leur disait “En vérité je vous le dis, il en est d’ici présents qui ne goûteront pas la mort avant d’avoir vu le Royaume de Dieu venu avec puissance.” »
— Marc, 7,34 à 9,1
.

### Autres lectures
Voir Lectures du jour suivies d'une homélie

## Hymnographie
Comme pour la fête de l’Élévation de la Croix du 14 septembre, le Trisagion est remplacé par l’hymne :
« Devant ta Croix nous nous prosternons, ô Maître et nous glorifions Ta sainte Résurrection ! (Trois fois). »
Tropaire (Ton 1) :
Seigneur, sauve ton peuple, et bénis ton héritage ! 

Accorde à ton Église la victoire sur ses adversaires, et, 

par ta Croix, sauve les nations qui t’appartiennent ! 
Kondakion (Ton 7) :
Désormais le glaive de feu ne garde plus la porte de l’Eden ; 

car le bois de la Croix l’empêche de flamboyer. 

L’aiguillon de la mort est émoussé, la victoire échappe à l’Hadès. 

Dieu sauveur, Tu es venu dire aux captifs de l’Enfer : 

« Entrez à nouveau dans le Paradis ! » 

## Les temps duGrand Carême
- Lundi pur, suivant le dimanche du Pardon, premier jour du Grand Carême ;
- Dimanche de l'Orthodoxie ou premier dimanche de carême ;
- Dimanche des Reliques ou dimanche de Grégoire Palamas ou deuxième dimanche de carême ;
- Dimanche de la Croix ou troisième dimanche de carême ;
- Dimanche de Jean Climaque ou quatrième dimanche de carême ;
- Samedi de l'Acathiste ;
- Dimanche de Marie l'Égyptienne ou cinquième dimanche de carême ;
- Vendredi veille de Lazare, dernier jour du Grand Carême ;
- Samedi de Lazare, fin du Grand Carême.